# Lovelock (Nevada)
Lovelock es una ciudad ubicada en el condado de Pershing en el estado estadounidense de Nevada. En el año 2000 tenía una población de 2003 habitantes y una densidad poblacional de 892,5 personas por km².

## Demografía
Según la Oficina del Censo en 2000 los ingresos medios por hogar en la localidad eran de $34.563, y los ingresos medios por familia eran $40.885. Los hombres tenían unos ingresos medios de $35.658 frente a los $27.371 para las mujeres. La renta per cápita para la localidad era de $17.233. Alrededor del 14,2% de la población estaban por debajo del umbral de pobreza.